# Strateia
La strateia est utilisée dans le vocabulaire byzantin afin de définir le service militaire des citoyens de l'empire face à l'État dans les diverses régions thématiques introduit par l'empereur Héraclius durant son règne (610-641). Selon l'Oxford dictionnary of Byzantium, la strateia se traduit comme étant une milice formée de paysans œuvrant pour l'Empire, les citoyens recrutés par les gouverneurs de chacun des thèmes sont nommés les stratiotes.

## Origine

### Conflit avec les Perses

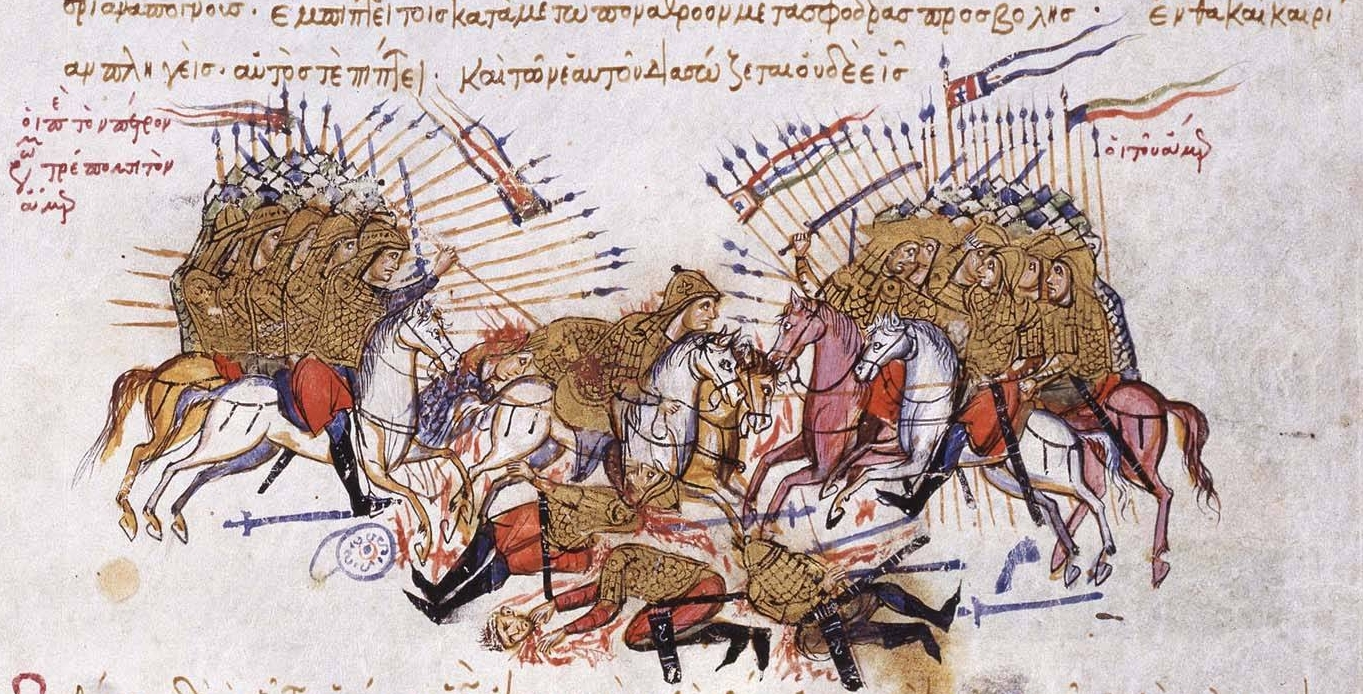
Combat entre les forces byzantines et arabes.

L’origine de ce service militaire byzantin remonte à l’époque de l’empereur Héraclius. Son règne, 610-641, est marqué par une grande période de guerre avec les peuples sassanides, autrement dit, les Perses. Cette période qui a été déterminante pour la survie de l’empire est caractérisée par ce que l’on peut appeler la tentative « la plus ambitieuse de toutes les offensives jamais engagées par les Sassanides ». Cette fameuse stratégie consistait à entrer directement dans le territoire des Byzantins afin d’en prendre possession et ainsi remplacer l’empereur qui était en place sur le trône tout juste avant Héraclius, il s’agissait de : Phocas. Cette ambitieuse stratégie prend forme en 603, mais les Sassanides passent réellement à l’attaque en 610. C’était sous les ordres de l’empereur perse Khosro II ou Chosroès (590-628) que cette guerre fut amorcée contre l’empereur byzantin Phocas. Le plan des Perses avait réussi en partie. Ils étaient parvenus à prendre possession de certaines villes les plus importantes de tout l’empire, ils avaient mis la main sur la ville d’Antioche ainsi qu’une grande partie du territoire situé en Asie Mineure qui appartenait aux Byzantins. La survie de l’ensemble de l’empire est alors en péril. Les Sassanides ont même poussé leur conquête jusqu’à la ville sainte, Jérusalem, ainsi que d’une très grande partie du territoire égyptien des Byzantins, territoire qui était la plus importante source d’approvisionnement en grains de l’empire. Les Perses pénétraient directement au « cœur de l’empire », c’est-à-dire l’Anatolie. C’est à la suite de ces nombreuses défaites de la part de l’empereur Phocas, qu’Héraclius prend le pouvoir afin de régler la situation qui ne cessait de s’aggraver. Il a donc hérité d’un empire qui n’était plus l’ombre de lui-même ; un empire grandement réduit en taille, en ressources et en richesses. Le fait que l’empire était déjà appauvri, l’entrée en matière mouvementée d’Héraclius ainsi que les nombreux combats menés par celui-ci face aux Perses endommagent encore plus le trésor impérial, car ils avaient déjà perdu plusieurs territoires essentiels économiquement et perdu bon nombre de ressources dues aux batailles antérieures.
Il était assez clair que l’empereur manquait de moyens pour pouvoir recruter de nouveaux mercenaires, ce qui avait favorisé le développement de la strateia. Héraclius avait même fait fondre les argenteries des églises afin de pouvoir payer les soldats en poste, mais pour également en recruter des nouveaux. C’est donc avec la présence sassanide sur presque tout l’ensemble du territoire et les Avars qui désirent se joindre au combat que 13 ans après le début du conflit que l’empire ne possède plus les ressources ni l’argent nécessaire afin de poursuivre le combat. Les Avars étaient des peuples turcs habitant dans les steppes situées au nord de la mer noire, ils étaient des adversaires fréquents des Byzantins. C’est sous la menace d’une destruction imminente de l’Empire byzantin que l’empereur Héraclius dut changer de stratégie pour regagner rapidement le plus de territoires possible pour permettre à l’empire de se relever. Sa nouvelle stratégie est d’attaquer plusieurs fronts en même temps sans arrêt, en l’occurrence les armées thématiques. C’est avec cette nouvelle stratégie essentiellement défensive qu’Héraclius réussit à repousser les Perses hors du territoire byzantin, du moins assez longtemps pour voir un coup d’État perpétré par le fils de Khosro II, Kavad Shiroyé, afin de pouvoir ouvrir des négociations de paix et ainsi mettre fin au conflit le 23 février 628.

### Les armées thématiques
Dans l’histoire de l’Empire byzantin, l’implantation du système des thèmes est un évènement majeur dans la survie de l’empire face aux invasions perses du VIIe siècle. Les thèmes sont des zones militaires administrées par leur propre administrateur, le stratège. Mis à part quelques exceptions, ces régions étaient semblables aux exarchats, c’est-à-dire un ensemble de provinces administrées par un exarque qui détient des pouvoirs militaires, comme ceux qui étaient situés dans les régions de Carthage en Tunisie actuel et de Ravenne en Italie. « Les thèmes furent institués pour faire face à des menaces venant de l’extérieur ». Ils étaient donc essentiellement à caractère défensif au départ. Les premiers thèmes ont fait leur apparition sous le règne d’Héraclius vers les années 622. Les tout premiers étaient situés en Asie Mineure afin de mener à bien la défense et la reconquête des territoires byzantins perdus lors des conflits avec les Perses. Les thèmes d’Armeniakon, d’Opsikion, d’Anatolikon et de Thrace font donc leurs apparitions afin de pouvoir défendre plus efficacement l’empire que sous Phocas. Toutefois, les révoltes étaient fréquentes dans les différentes zones administratives, car certains stratèges tentaient de renverser l’empereur afin de pouvoir monter sur le trône, ce qui parfois pouvait faire douter de la réelle efficacité de cette méthode.
Malgré le succès de ce nouveau système introduit dans l’empire, les armées thématiques étaient bien plus efficaces dans la défense du territoire que dans l’attaque de celui-ci. Il ne fallait toutefois pas se fier à l’allure paysanne de cette milice, car elle était préalablement entraînée avant d’aller au combat. Ils étaient tout de même des soldats professionnels, mais manquaient d’expérience sur le terrain. Mais une stratégie quasi irréprochable et un sentiment d’appartenance beaucoup plus fort qui poussent les soldats à se battre encore plus fort pour défendre leur région suffisaient à combler ce manque d’expérience en situation de combat. La grande majorité des soldats dans les armées thématiques étaient les stratiotes. Durant la majeure partie de la période couvrant le VIIe et le Xe siècle, les stratiotes étaient véritablement la pierre angulaire des armées thématiques. Ces soldats qui étaient pour la grande majorité des paysans recrutés par les stratèges agissaient comme la colonne vertébrale de l’empire face aux Perses, la survie de Byzance n’aurait pas été possible sans leur intervention dans ce conflit.

## L'apparition des stratiotes dans l'empire

### Service militaire particulier et son évolution
Dans l’histoire de l’armée byzantine, l’âge minimum requis afin de pouvoir commencer son service militaire était de 18 ans. L’âge maximal pour se recruter était la plus grande partie du temps 40 ans, mais il y avait tout de même quelques exceptions. En général, le temps de service total d’un soldat avoisinait les 30 ans, mais encore une fois quelques exceptions à cette tendance étaient observables. Il était toutefois interdit pour les prêtres et les moines d’entrer dans l’armée. Chacune des personnes faisant partie d’une quelconque branche de l’armée avait son nom inscrit dans un registre. La strateia partageait ces quelques caractéristiques de base avec le service militaire régulier, c’est-à-dire avant l’implantation du système des thèmes. Malgré ces similitudes, la strateia était dans l’ensemble un service militaire complètement différent. Les stratiotes consistaient au départ en un regroupement de soldats-paysans qui avait prêté serment à l’État de le servir en situation de conflit. Leur engagement à ce service militaire était héréditaire. En retour de leurs services rendus, ces citoyens recevaient une terre, en guise de paiement. Ces terres étaient des stratiotika ktemata, des terres qui appartiennent aux soldats. Toutefois, ils étaient quand même rémunérés durant le service comme l’étaient les mercenaires. Mais ils avaient tout de même l’obligation d’exploiter ou de faire exploiter leurs terres même s’ils étaient appelés au combat.
Bien qu’assez efficace pour sauver l’empire de sa destruction sous Héraclius, ces armées de soldats-paysans présentes dans les différents thèmes étaient toutefois relativement lentes à mobiliser lors des attaques, dû à leur distance les une des autres. Durant l’ensemble de son histoire, le service militaire qu’était la strateia a subi bon nombre de transformations. Au cours des années, elle a perdu quelque peu de son importance, tout comme le système des thèmes. Même si les mercenaires avaient été délaissés durant la grande époque d’Héraclius, leur utilisation n’avait toutefois jamais disparu entièrement. Les Byzantins les employaient moins souvent à cause de la fragilité de leur loyauté. Les soldats-paysans ont finalement disparu au profit des mercenaires, et la strateia n’était plus réellement considérée comme un service militaire. À la suite de cela, la strateia a totalement changé et est devenue une obligation fiscale des citoyens à payer à l’État.

### Recrutement et obligation des stratiotes
La méthode de recrutement des stratiotes n’était pas vraiment compliquée, les citoyens ne faisaient que donner leurs candidatures étant donné que le service était volontaire. C’est à la suite de son inefficacité la plus totale face aux Perses pendant le règne de Phocas que le nouvel empereur, en l'occurrence Héraclius effectue d’importantes modifications dans la méthode de recrutement des troupes. Il exécute un remaniement de la rémunération et du processus de recrutement. Les stratiotes étaient issus de n’importe quelles classes sociales, les plus fortunés côtoient ceux qui ont des problèmes financiers. Il y avait des possibilités d’avancements dans l’armée, plus facile pour les gens plus aisés, mais tout de même possible pour ceux qui éprouvaient des difficultés financières. Étant un service militaire héréditaire et strictement volontaire, il n’y avait pas d’obligation de la part des paysans à s’engager dans l’armée. Toutefois, lorsqu’ils donnaient leur nom afin de faire partie des armées thématiques, ils étaient dans l’obligation de se procurer eux-mêmes leur équipement militaire afin de pouvoir s’entraîner et combattre. L’équipement des stratiotes variait selon le poste occupé. La panoplie et le coût de celle-ci n’étaient pas le même pour ceux dans l’infanterie que pour ceux dans la cavalerie. L’équipement qu’ils devaient fournir eux-mêmes semblait être un équipement relativement basique ; un arc, une lance une épée ainsi qu’une armure. En général, les stratèges qui s’occupaient de la gestion de leurs thèmes tentaient d’enrôler des gens plus aisés dotés des moyens nécessaires pour s’équiper, mais le besoin pressant de personnes pouvant combattre avait poussé les stratèges à enrôler presque n’importe qui.
Dans certains cas, ceux qui s’enrôlaient dans la strateia n’avaient pas vraiment l’obligation d’aller combattre lorsque leur stratège déployait l’armée. En effet, certaines personnes choisissaient plutôt de fournir les capitaux nécessaires à un soldat qui était trop pauvre pour se procurer un équipement par ses propres moyens. Ces personnes qui supportaient les stratiotes pouvaient les financer seules ou bien en groupe, ils étaient nommés : sundotai, qui était l’équivalent du terme contributeur. Cette pratique est devenue beaucoup plus courante sous le règne de Nicéphore II Phocas, ce qui avait malheureusement causé un appauvrissement progressif de la « paysannerie ». Ayant un lien direct avec la strateia, les sundotais avaient également droit à la protimesis dans l’éventualité que le soldat meurt au combatou que la terre du soldat financé devienne en vente. elle se traduit par un droit de priorité sur l’achat de la propriété.

## Annexe